# Петро-Свистунове (Запорізький район)
Петро-Свисту́нове — село в Україні, у Запорізькому районі Запорізької області. Входить до складу Петро-Михайлівської сільської громади.
Площа села — 71,6 га. Кількість дворів — 97, кількість населення на 01.01.2007 р. — 260 чол.

## Географія
Село Петро-Свистунове знаходиться на лівому березі річки Дніпро, вище за течією на відстані 1,5 км розташоване село Губенське, нижче за течією на відстані 2,5 км розташоване село Ясинувате.
Село розташоване за 41 км від міста Вільнянськ, за 41 км від обласного центра. Найближча залізнична станція — Вільнянськ — знаходиться за 41 км від села.

## Історія
Село Петро-Свистунове — одне з найстаріших поселень Вільнянського району, де колись був зимівник запорозьких козаків. У 1780-х роках тут був зимівник Кузьми Бесараба та зимівник козака Андрія Дона.. В місцевих балках археологами були виявлені стоянки людей кам'яної та бронзової доби.
Сучасне село утворилось 1779 року як слобода на землях поміщика, курського губернатора Петра Свистунова.
При будівництві Дніпрогесу була проведена археологічна експедиція, що знайшла стоянку доби середнього палеоліту, поселення неолітичної Дніпро-Донецької культури.
7 (20) листопада 1917 року, відповідно до Третього Універсалу Української Центральної Ради, увійшло до складу Української Народної Республіки.
Внаслідок поразки Перших визвольних змагань село надовго окуповане більшовицькими загарбниками.
В 1932–1933 селяни пережили сталінський геноцид.
День села відзначається 23 вересня; в цей день 1943 р. в Петро-Свистунове вкотре прийшла радянська влада, вигнавши гітлерівців в ході німецько-радянської війни.
Під час боїв з боку Червоної армії тут відзначився Герой Радянського Союзу Авраменко Василь Максимович (1913—1972), знищивши 2 німецьких танка і багатьох німецьких солдат. В селі знаходиться братська могила вояків Червоної армії. Під час радянської окупації були встановлені та досі існують пам'ятний знак на честь форсування Дніпра військами 12-ї армії СРСР; є гранітна стела в пам'ять про росіянина, Героя Радянського Союзу Клочкова Якова Тимофійовича (1905—1943), який загинув під час форсування Дніпра.
До 2017 орган місцевого самоврядування — Дніпровська сільська рада.

## Відомі люди
В селі народився народний артист СРСР, оперний співак Паторжинський Іван Сергійович (нар. 1896 — пом. 1960). Ім'я визначного митця присвоєно Дніпровській школі. У 1996 році відкрито музей І. С. Паторжинського.